# Into the Wild (film)
Into the Wild is een Amerikaanse biografische dramafilm uit 2007, gebaseerd op het gelijknamige boek van Jon Krakauer over het waargebeurde verhaal van Chris McCandless. De film werd geregisseerd door Sean Penn, die ook het scenario schreef, en de hoofdrollen worden vertolkt door Emile Hirsch, Jena Malone, Marcia Gay Harden, Vince Vaughn, William Hurt en Catherine Keener. Into the Wild ging in première tijdens de tweede editie van het Internationaal filmfestival van Rome en ging in première voor het grote publiek op 19 oktober 2007.
De film werd goed ontvangen door recensenten en werd genomineerd voor twee Oscars, die voor beste mannelijke bijrol (Hal Holbrook) en beste filmmontage. Meer dan tien prijzen werden de productie daadwerkelijk toegekend, waaronder een Golden Globe voor het lied Guaranteed door Eddie Vedder en een National Board of Review Award voor de hoofdrol van Hirsch.

## Verhaal
Chris McCandless (Emile Hirsch) heeft zojuist zijn studie aan de Emory University te Atlanta afgerond en is met bovengemiddeld hoge cijfers geslaagd. Een glorieuze toekomst als vervolgstudent rechten aan Harvard University lijkt in het verschiet te liggen en de bekostiging daarvan is geen enkel probleem, omdat zijn ouders Walt (William Hurt) en Billie (Marcia Gay Harden) met plezier het geld willen bijleggen dat hij eventueel tekortkomt.
McCandless zelf heeft heel andere plannen. Hij is de in zijn ogen op materialisme en gekte van de op prestatiedrang gerichte samenleving waarin hij vertoeft zat. Daarbij voelt hij zich vervreemd van zijn ouders, die volop meedraaien in dit systeem en jaren geleden besloten te gaan scheiden, maar dit nooit uitgevoerd hebben. De enige waarmee McCandless sindsdien een innige band heeft, is zijn zus Carine (Jena Malone), die daarom precies de beweegredenen begrijpt van wat er te gebeuren staat. Zij is degene die het verhaal van Chris aan de kijker vertelt.
McCandless maakt het volledige saldo van zijn spaarrekening van meer dan $ 24.000 over naar Oxfam Novib met de mededeling dat het daarvan iemand te eten moet geven. Vervolgens trekt hij als zwerver de wereld in enkel gewapend met zijn rugzak, een goed stel hersenen en zijn oude Datsun, die hij op grote afstand van zijn ouderlijk huis ook achterlaat in een waterstroom. Hij neemt de naam Alexander Supertramp (tramp = 'zwerver') aan, waardoor hij nog moeilijker op te sporen wordt. McCandless wil maar één ding en dat is de wereld beleven zoals de wereld in zijn ogen ooit bedoeld is. Hij verslaat daarbij al zijn belevenissen, indrukken en overdenkingen in een dagboek en besluit alle boeken te gaan lezen die hij nog wilde lezen. Tijdens zijn tocht door de Verenigde Staten kajakt hij dwars door de Grand Canyon en via de Coloradorivier naar Mexico.
McCandless ontmoet de ene opmerkelijke persoonlijkheid na de andere, zoals landarbeider Wayne Westerberg (Vince Vaughn) waarbij hij een tijd op de boerderij werkt in South Dakota, de levenservaren oude man Ron Franz (Hal Holbrook) en hippiestel Rainey (Brian H. Dierker) en Jan Burres (Catherine Keener), van wie hij gaat houden als van een moeder. Hij woont een tijdje bij Jan en Rainey in een hippiegemeenschap genaamd “Slab City” en raakt bevriend met Tracy. samen bezoeken ze Salvation Mountain. Niettemin vestigt McCandless zich nergens definitief, want hij heeft één groot doel en dat is helemaal afgesloten van de mensheid in de natuur leven van Alaska. Alles wat daarvoor komt, geldt als voorbereiding daarop.

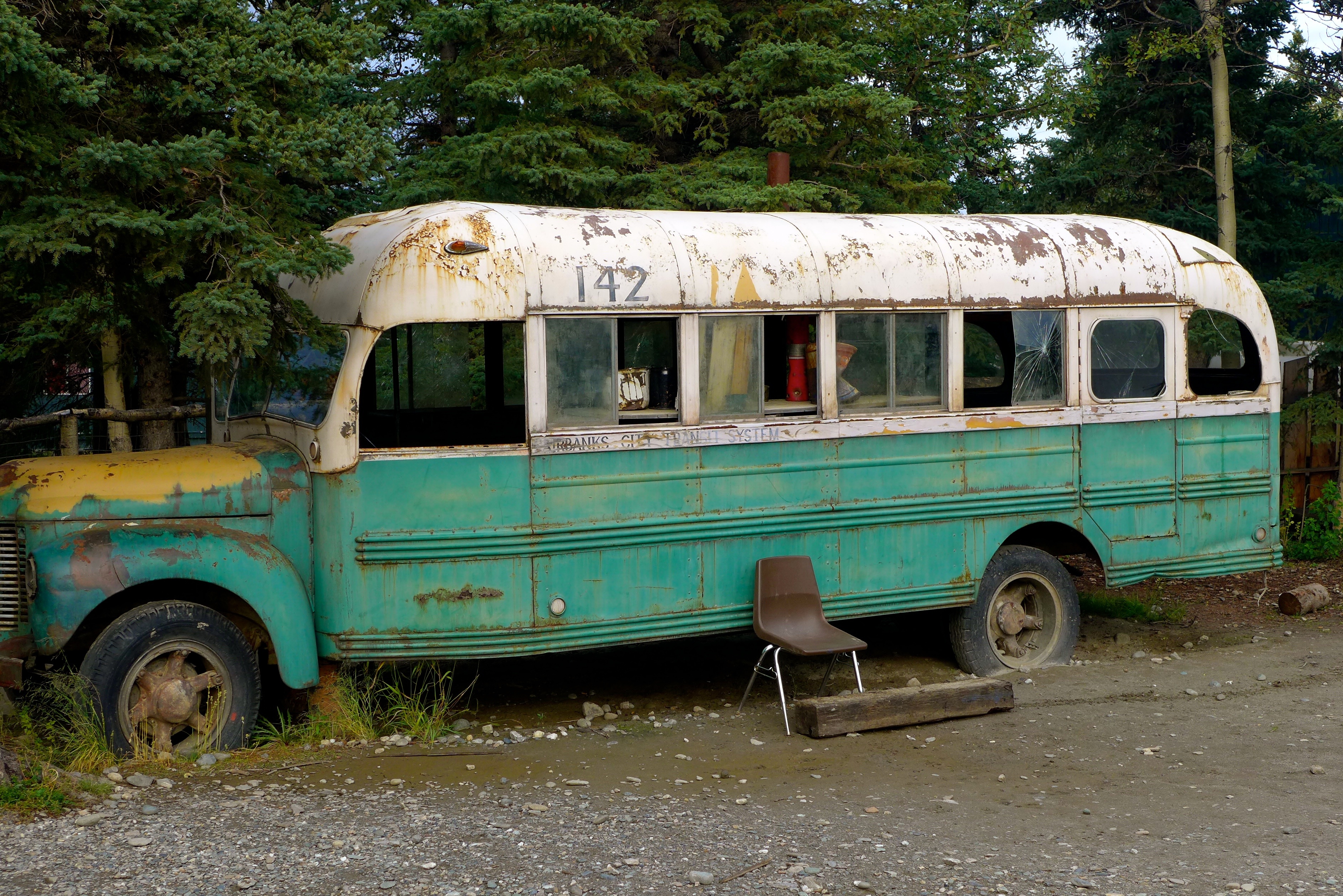
Deze replica van McCandless' bus werd gebruikt tijdens de opname.

Wanneer McCandless zijn plan ten uitvoer wil brengen, vindt hij een lift van een man die hem met zijn truck afzet in het besneeuwde Alaskaanse landschap. Hij gaat er wonen in het wrak van een door hem zo genoemde 'Magic Bus'. Daarbij is hij voor warmte en voedsel volkomen aangewezen op zichzelf en zijn vindingrijkheid. McCandless heeft in eerste instantie de tijd van zijn leven, maar na verloop van tijd wordt het moeilijker en moeilijker om aan voedsel te komen. Hij moet steeds meer nieuwe gaatjes in zijn riem maken om zijn broek op te houden. Hij probeert terug te keren naar de bewoonde wereld maar het riviertje waar hij op de heenweg doorheen kon waden blijkt nu een immense kolkende stroom te zijn geworden. Hij moet terugkeren naar de bus. Sterk vermagerd en niet meer in staat om te jagen zoekt hij zijn toevlucht tot wortels en planten; daarbij maakt hij een ernstige vergissing en wordt ziek. Uitgemergeld en niet in staat hulp te halen sterft hij in zijn slaapzak in de bus. Zijn lichaam wordt twee weken later gevonden door eland-jagers.

## Rolverdeling
- Emile Hirsch als Chris McCandless
- Marcia Gay Harden als Billie McCandless
- William Hurt als Walt McCandless
- Jena Malone als Carine McCandless
- Brian H. Dierker als Rainey
- Catherine Keener als Jan Burres
- Vince Vaughn als Wayne Westerberg
- Kristen Stewart als Tracy Tatro
- Hal Holbrook als Ron Franz
- Zach Galifianakis als Kevin
- Jim Gallien als zichzelf ( de man die Chris het laatst levend heeft gezien )

## Bus 142
De bus waarin Chris McCandless verbleef en stierf was van het merk International Harvester en was ooit met een bulldozer naar deze plek gesleept. Destijds stonden er drie bussen die als onderkomen werden gebruikt door mensen die daar aan het werk waren. Twee bussen zijn later weer verwijderd maar deze bus, die ook wel Bus 142 werd genoemd, kon niet meer verplaatst worden en werd achtergelaten.
Nadat het lichaam van McCandless was gevonden werd de Magic Bus, zoals hij deze zelf had genoemd, een soort bedevaartsoord. Omdat de wandeltocht naar de locatie (via het Stampede Trail) gevaarlijk is zijn er vele reddingsacties nodig geweest en is een aantal mensen omgekomen. In 2015 bezocht de Belgische tv-persoonlijkheid Tom Waes de plek.
Op 18 juni 2020 is de bus waarin McCandless verbleef door het leger weggehaald van diens oorspronkelijke locatie, om meer doden en gewonden te voorkomen. In eerste instantie naar een geheime plek. De bus staat tegenwoordig tentoongesteld bij de Universiteit van Alaska.
Voor de opnamen van de film werd een replica van de originele bus gebruikt en de opnamen vonden zo'n vijftig kilometer van de echte bus plaats.

## Uitspraken
Chris doet in de film de nodige uitspraken, soms van hemzelf en andere zijn weer citaten van beroemde schrijvers waarover hij tijdens zijn reis gelezen heeft. Veel van zijn uitspraken zijn bedoeld om te motiveren of aan te zetten tot avontuur en verandering in het leven.
Een klein selectie:
- The life and the simple beauty of it is too good to pass up.
- Strong. You can do anything. You can go anywhere. Money, power is an illusion. It's up here. You can be here. Me and You.
- Don't hesitate or allow yourself to make excuses. Just get out and do it. You will be very, very glad that you did.
- The joy of life comes from our encounters with new experiences, and hence there is no greater joy than to have an endlessly changing horizon for each day to have a new and different sun.
- So many people live within unhappy circumstances and yet will not take the initiative to change their situation because they are conditioned to a life of security. All of which may appear to give one peace of mind but in reality, nothing is more damaging to the adventurous spirit.
- Make a radical change in your lifestyle and begin to boldly do things which you may previously never have thought of doing, or been too hesitant to attempt.

## Trivia
- Brian H. Dierker (Rainey) is feitelijk geen acteur, maar adviseur wat betreft scènes op wild water (hij werkte in die hoedanigheid ook mee aan The River Wild (1994) en de televisiefilm Grand Canyon (1999)). Dit was ook de oorspronkelijke reden waarom hij werd aangenomen bij de productie van Into the Wild, in verband met Hirsch' scène waarin hij in een kajak over de rivier vaart.
- Hirsch viel twintig kilo af voor het spelen van de rol.
- De man die als Jim Gallien Chris afzet en hem een paar rubberlaarzen geeft, wordt gespeeld door de echte Gallien.
- Ook de man die Chris en Tracy rondleidt op Salvation Mountain is de echte bouwer van dit kunstwerk, Leonard Knight.
- Eddie Vedder, frontman van de band Pearl Jam, zorgde voor de muziek van deze film.
- Emile Hirsch is linkshandig, wat ook te zien is aan zijn horloge om zijn rechterpols.
- In hetzelfde jaar als de speelfilm kwam de documentairefilm The Call of the Wild over Chris McCandless uit.
- In de film wordt gesteld dat de hoofdpersoon gestorven is aan giftige bessen. Er is in werkelijkheid wel discussie geweest over de doodsoorzaak en mogelijk waren het niet de bessen maar was het (langzame) uithongering of konijnenuithongering.